# 劉黑馬
刘黑马（1199年—1262年），名嶷，字孟方，小字黑马，蒙古帝国将领，济南人，刘伯林的儿子。
刘黑马骁勇有志略。年幼即随父征伐，从征回回（花剌子模）、河西（西夏）诸国，大小数百战。初为万户。1222年，成吉思汗命他袭父职为万户，兼都元帅。1223年，随从国王木华黎攻凤翔，后攻西夏，破金朝东平、大名，又在真定击败金将武仙，在隘胡岭斩金将忽察虎。1229年，窝阔台汗即位，立三万户，以刘黑马为首，为平阳、宣德等路管军万户。1233年，从拖雷攻金，参与三峰山之战，俘虏金朝大将完颜合达。1235年，攻打南宋西川。1241年，担任都总管万户，统西京、河东、陕西诸军万户。奉命巡抚天下。1257年，蒙哥派他据成都，受命管领新旧军民大小诸务。中统三年（1262年），兼成都路军民经略使，病故后，封秦国公，谥忠惠。其子刘元振、刘元礼。